# 新田神社 (薩摩川内市)

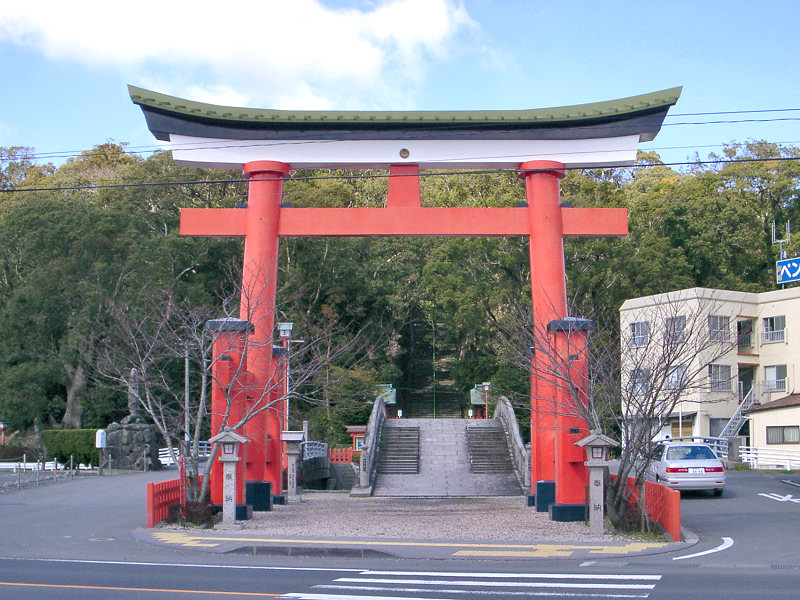
参道の入り口

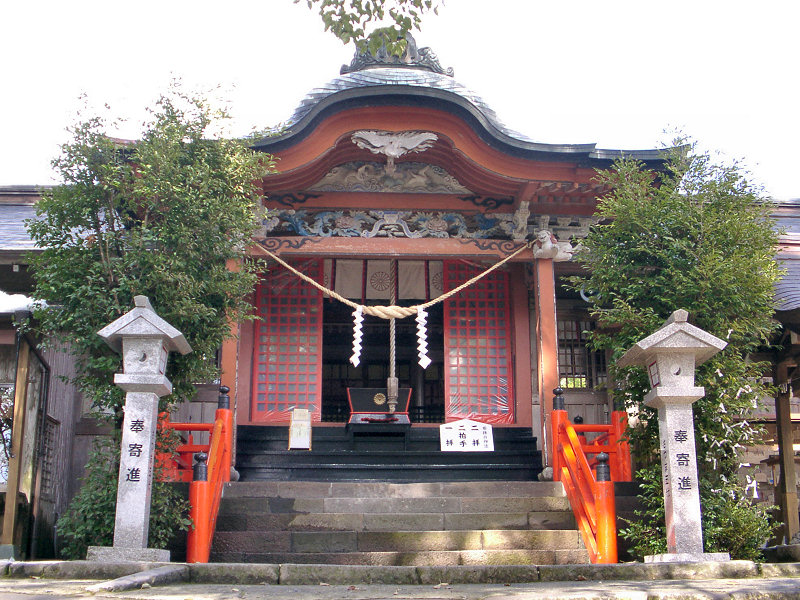
勅使殿

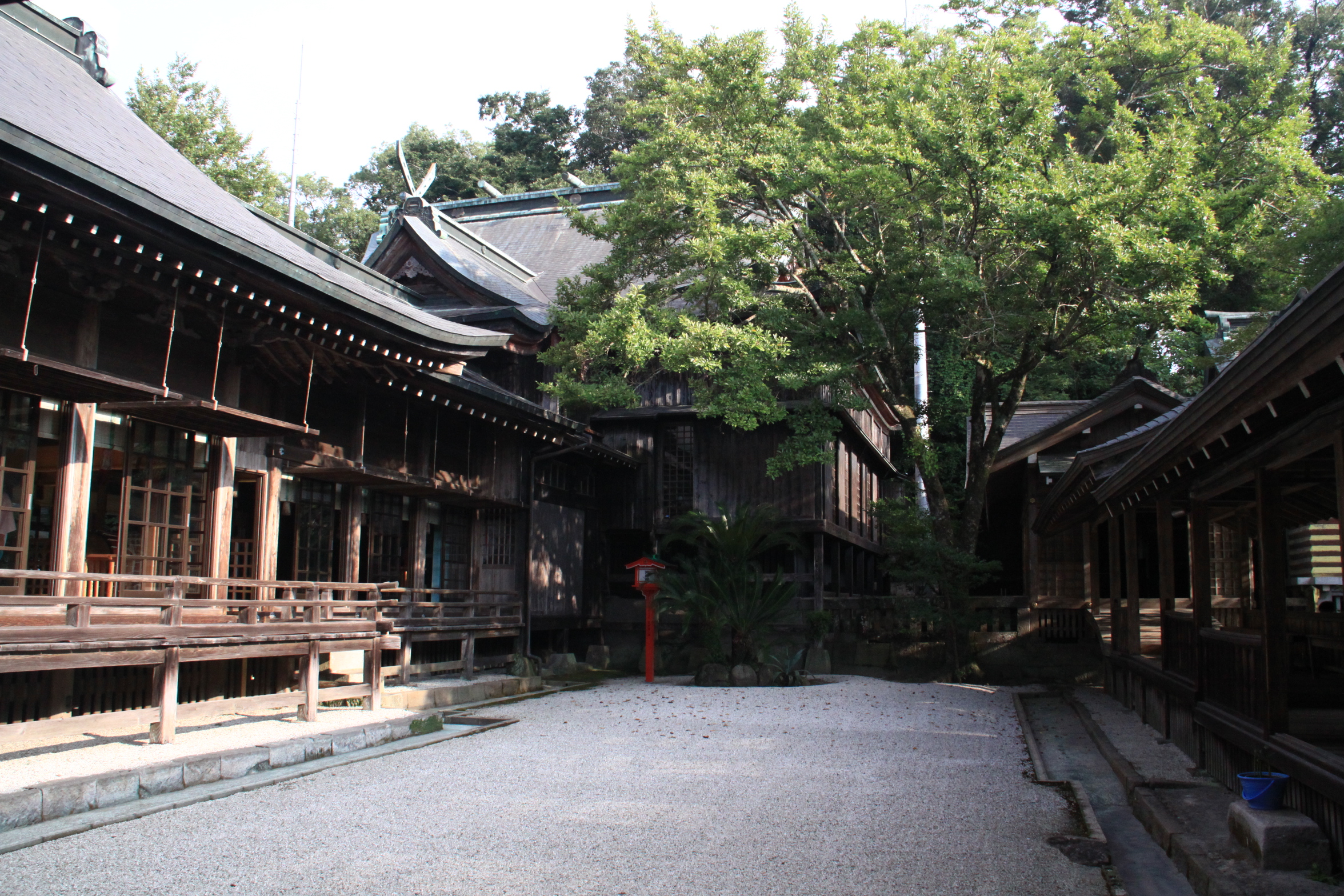
舞殿（左）と本殿（中央奥）

新田神社（にったじんじゃ/にいたじんじゃ）は、鹿児島県薩摩川内市宮内町にある神社。薩摩国一宮。旧社格は国幣中社で、現在は神社本庁の別表神社。
かつては八幡五所別宮の一つとして八幡神を祀っていた為、別に「新田八幡宮」「八幡新田宮」「川内八幡宮」「一宮八幡」「新田明神」等とも呼ばれていた。
社殿の背後にある墳墓は、1874年（明治7年）の宮内省により、皇孫・天津日高彦火邇邇杵尊（アマツヒコヒコホノニニギノミコト、ニニギノミコト）の陵墓とされる可愛山陵であると治定された。

## 祭神
- 天津日高彦火邇邇杵尊
- 天照皇大御神
- 正哉吾勝勝速日天忍穂耳尊

江戸時代までは応神天皇、神功皇后、武内宿禰の八幡三神を祀っていた。

## 歴史
社伝によると「鹿児島県の加世田市（現南さつま市）から川内の地に到来された天津日高彦火邇邇杵尊（ニニギノミコト）は、この地に千台（センノウテナ）すなわち高殿（高城千台の宮）を築いてお住まいになった。川内（センダイ）の名は、この千台→川内から来ているとされる。やがて、ニニギノミコトが亡くなられたのでお墓が造られたがそれが今の可愛山陵で、そのニニギノミコトの御霊を祀ったのが新田神社の創始である。なお当神社の“新田”という名称には、ニニギノミコトが川内の地に川内川から水を引いて新しく田圃をお作りになったという意味が込められているとされる。
ただ新田神社のことを書いた最も古い史料は、永万元年（1165年）の新田神社文書所収の寺家政所下文案のもので、これには「当宮自再興経三百余歳云々」とあり、永万元年から300年前といえば清和天皇貞観７年（865年）となるので、貞観の頃に再興された事は明らかである。
この他に当神社の創建年代に関する記録のある史料としては、「聖武天皇神亀２年（725年）創立」とする三国神社伝記（1808年）や、「陽成天皇元慶６年（882年）薩州新田宮建立」とする三国名勝図会（1843年）などがある。
また当神社がかつて八幡新田宮（新田八幡宮ともいう）と呼ばれた由縁で通説とされるものに「承平天慶の乱（平将門・藤原純友の乱）のときに国家鎮護を祈願し、九州の５ヶ所に石清水八幡宮から勧請された八幡五所別宮の一つに列したため」というものがあり、これについては新田宮所司神官等解文（1247年）、肥後藤崎八旛宮社祠神官等解文（1357年）などの史料で証されるが、この承平年間（931-938年）の八幡神勧請（八幡五所別宮）による八幡新田宮（新田八幡宮）の由縁から、それ以前の平安前期（794〜930年頃）には、既に新田神社（新田宮）が当地にあったことは間違いない。
また神代三陵異考（1875年）には「新田宮は、はじめ今の地から東７・８町（約800m）の川内川の向かいにある隈之城郷宮里村に鎮座されていたので、地名を宮里とよんだ」とある。これは笠沙崎から当地に移られたニニギノミコトが最初に宮居したのが川内川左岸・宮里の地で、その宮跡に創建されたのが当神社であるとするものである。このニニギノミコトの宮居はその後、都八幡→宮ヶ原→地頭館址→屋形ヶ原と移されていき、最終的に神亀山に移されたとの伝承がある。
また一説によれば、「ニニギノミコトを主神とする新田宮が現在地（神亀山）にあり、別に石清水八幡宮祠官紀氏の勧請した応神天皇を主神とする八幡宮が隈之城郷宮里村にあったものを、新田宮の東部に近接する薩摩国府が新田宮を主社とすべく両社を合祀して大きくし、八幡新田宮としたものであろう」ともいう。これからすると、宮里にあったのは八幡宮で、新田宮はそれとは別に神亀山にあったということになる。
かつてこの宮里にあった若宮八幡の跡がニニギノミコトの宮居の地であるという伝承があり、この若宮八幡は同じ宮里にある志奈尾神社に合祀されたという。この志奈尾神社は、日本三代実録に「貞観2年3月20日薩摩國従五位志奈毛神に授五位上」との記載がある国史見在社であるが、由緒に明治４３年７月に無格社若宮神社を合祀とあるのでこの若宮神社が若宮八幡のことであると思われる。この志奈尾神社の伝えに「新田神が姉神で、志奈尾神が妹神ともいわれる」というものがある。新田神社と志奈尾神社の由緒などからは、この両社が姉妹の神であるという謂れのようなものについては特に見い出せないが、関連性があると思われるのが宮里の地はニニギノミコトが最初に宮居された地であり、新田宮は宮里のニニギノミコトの宮居の跡地に創建された、あるいは新田宮と宮里の八幡宮が合祀して八幡新田宮となったなどの、新田宮と宮里の地の関わりについての伝承があるが、これらがこの両社を姉妹の神とする伝承の基になったものであるかは判然としない。
（新田神社の祭神の天照大御神と志奈尾神社の祭神の志奈都比古神、志奈都比売神のうち男神の志奈都比古神の両親がイザナギとイザナミであり、女神の志奈都比売神は志奈都比古神と男女一対の神と見られるし、志奈都比古神の別名とされる級長戸辺命（シナトベノミコト）は、女神とされることもあるようで、神社によっては志奈都比古神の姉または妻とされ、また志奈都比売神とされることもあるようなので、これらが両社を姉妹の神とする謂れの一つになっていると見ることも或いは出来るのかもしれない。）
現在、当神社は神亀山の頂上にあるが、薩隅日地理纂考（1871年）には、「山上には、はじめ山陵だけがあって宮殿はなかった」とあり、これは古くからの神奈備山信仰に類するもので、山頂にある聖地（山陵か）を麓（里宮）から遥拝していたのが当社の始まりであったことを示唆しており、その旧社地は神亀山中腹にある平地だったといわれており、今も当時の社殿の礎石が残っているという。この旧社地の神亀山中腹から山頂に遷座した経緯は、高倉天皇承安3年（1173年）に失火により中腹にあった社殿が焼失したため、安元2年（1176年）朝廷の宣旨により今の山頂に遷座したという。
新田神社は『延喜式』にその名前が見えないことから、当初の地位はかなり低いものだったという見方もあるが、同じように『延喜式』にその名前が見えない神社に、福岡県福岡市東区香椎にある旧官幣大社香椎宮がある。香椎宮は、神託によって香椎に大廟を造成したのが始まりで、廟とあるように、中国の死者の霊を祀る廟を模して創始されたので、古代には神社ではなく霊廟に位置づけられていたため『延喜式』にはその名前が見えない。だが、『延喜式』民部省の巻をみると、香椎宮の前身の橿日廟宮は、天皇陵と同じ待遇を得ていたことがわかる。
新田神社が鎮座する神亀山にはもともと山陵（可愛山陵）だけがあって神社はなかったが、後の時代になってからその御霊を祀る社殿が建立されたものの、あくまでここは山陵としての位置づけで認識されていたため、たとえ祭神の山陵に鎮座してその御霊を祀る社であったとしても、主体である山陵の付随的なものであった新田神社（新田宮）は、一般の神社と同じようには認識されていなかったと思われるので『延喜式』に記されることはなかったと思われる。
そもそも新田神社のように陵墓にある神社は、そこに神社が建てられたとしても一般にはそれほど大きいものではなく、陵墓としての位置づけの方が圧倒的に大きいため、『延喜式』の対象とはならなかったと思われる。この新田神社と同じような例と思われるのが大阪府羽曳野市の誉田御廟山古墳（応神天皇陵）の直ぐ南に鎮座する誉田八幡宮である。この神社は社伝によると、欽明天皇20年（559年）に欽明天皇によって、応神天皇陵前に神廟が設置されたことをもって創建としており、宇佐に八幡神が顕現したのが欽明天皇32年（571年）とされていることから、それよりも早く最古の八幡宮と称している。旧社格は府社で、天皇により創建された神社であり、最古の八幡宮とも称され、当神社の主祭神で八幡神とされる応神天皇の陵墓に鎮座するという、まさしく八幡宮の根本社ともいえるような神社であると思われるが、やはり全国第２位の規模を誇る巨大古墳である誉田御廟山古墳（応神天皇陵）の天皇陵としての存在感があまりにも強大なためか、そんな天皇陵に付随的な位置づけにある誉田八幡宮は、前述のような由緒を持つ神社であるにもかかわらず『延喜式』にはその名前は見えない。あるいは、応神天皇陵前に神廟が設置されたことが始まりとなっているので、香椎宮と同じように神社ではなく霊廟に位置づけられていた可能性もある。
文治年間（1185年-1190年）、新田神社筆頭職の執印職に守護島津氏と祖を同じとする鹿児島郡司の惟宗康友が就き、康友の子孫が執印氏を名乗り（元弘3年（1333年）に後醍醐天皇が新田宮執印職の当知行を安堵）明治に至るまで、代々俗体で世襲することになる。
蒙古襲来（元寇）で、鎌倉幕府は各国の一宮と国分寺に蒙古調伏の祈祷を命じ、各国の守護に一宮への剣、神馬の奉納を命じた。薩摩国では枚聞神社と新田神社の間で一宮相論が起こっていたため、島津氏（忠宗）は、一宮の決定とは無関係としながらも 剣、神馬を新田神社（同族の執印氏側）に奉納する。これは事実上一宮は新田神社と認める行為で、一宮相論は決着し、古来から一宮であった枚聞神社から新田神社へと一宮が移ることになるが、最終決定がされておらず、薩摩国に一宮が2つ存在することになる。また、国分寺留守職、天満宮別当職に執印氏の分流の国分氏が就き、新田神社は薩摩国国分寺とも深い繋がりを持つ事になる。武神である八幡神を祀っていたことから、当地を支配していた島津氏に尊崇を受け、暦応4年（1341年）年記のある『島津家文書』に依ればこの新田神社が「薩摩国一宮」として挙げられている。しかし現代においては執印氏の強引な手法も詳らかとなり、古来から一宮とされてきた枚聞神社が正しく薩摩国一宮であるとの意見も多く散見される。
近代社格制度においては、当初無格社であったが明治18年（1885年）に枚聞神社より上の国幣中社に列した。しかしながら現在は枚聞神社と同じ神社本庁の別表神社にあたる。

## 山陵
明治7年（1874年）7月10日、明治天皇の裁可を経て可愛山陵（えのやまのみささぎ）が「邇邇芸尊陵」の指定を受け、大正3年（1914年）に宮内省直轄となった。新田神社のある神亀山の5分の4が陵墓の領域で、現在は宮内庁書陵部桃山監区可愛部事務所が置かれ、内閣府事務官が陵墓守部として管理している。陵墓と神社が一体となっているのは全国でも珍しい形態である。
大正9年（1920年）3月30日・昭和天皇（当時の皇太子）参拝、昭和37年（1962年）明仁上皇（当時の皇太子）及び上皇后美智子（当時の皇太子妃）参拝、など皇族の参拝は9回にも及んでいる。

## 摂末社

### 御陵社
- 可愛陵社（えのみささぎしゃ）
  - 祭神：邇邇杵尊

明治7年の可愛山陵指定によって創建され新田神社の境内社となったが、大正3年に宮内省の管轄に移管される。
この邇邇杵尊の御陵の陵形については、方墳（南北11m・東西10m）説の他、髙塚式円墳説、扁平な小方丘説などがある。
- 端陵神社（はしのみささぎじんじゃ）
  - 祭神：木花開耶姫尊（邇邇杵尊の妃神）

神亀山の頭部部分に鎮座。邇邇杵尊の妃神の御陵と伝わるため、「御前様陵（ごぜんさまのみささぎ）」とも呼ばれる。
この木花開耶姫の御陵と伝わる端陵古墳は、1987年に川内市歴史資料館により測量された結果、山の稜線を利用した全
長54mの前方後円墳と判明した。前年の1986年の現地踏査では墳裾も確認されている。
- 中陵神社（なかのみささぎじんじゃ）
  - 祭神：火闌降命（邇邇杵尊の第一子（日本書紀）。古事記では火照命）

神亀山の首部分に鎮座。祭神の御陵と伝わる。
この火闌降命の御陵と伝わる中陵古墳は、本格的な測量は実施されていないが、1986年に川内市歴史資料館により端陵古墳
と共に現地踏査が行なわれ、こちらからも墳裾が確認されており、略測で直径約22mの円墳の可能性があるとされている。
文化3年（1806年）にここにあった古い松の木が枯れて、土地の人が切り除き根を掘りとった際、石榔に掘り当たりその中に
あった石棺の蓋石を引き開いたところ、中から白煙が吹き出しその石棺の内部は青味がかった赤色であったという逸話が残っている。
- 川合陵神社（かわあいのみささぎじんじゃ）
  - 祭神：天火明命（邇邇杵尊の兄弟神（古事記）。もしくは邇邇杵尊の第三子の火明命（日本書紀の本文））

神亀山ではなく五代町の冠山の麓に鎮座。御陵殿（みささぎどん）とも称された。
はじめ社は、冠山の山上にあったといわれているが、その後陵が崩れたため冠山の麓に移したとされる。
社殿のすぐ西側に祭神の墳墓と伝わるチョッポ岡という小丘がある。

### 摂社
- 四所宮（ししょぐう）
  - 祭神：彦火火出見尊・豊玉姫尊・鵜葺草葺不合尊・玉依姫尊

本殿の向かって右脇に鎮座。若宮四所宮、若宮殿とも称する。
- 武内宮（たけうちぐう）
  - 祭神：彦太忍信命（孝元天皇の皇子で武内宿禰の祖父）

本殿の向かって左脇に鎮座。武内社とも称する。

### 境内末社
- 二十四社（にじゅうししゃ）
  - 祭神：天孫降臨に際して供をした五伴緒神（天児屋命、太玉命、天鈿女命、石凝姥命、玉祖命）をはじめとする24柱

武内宮の向かって左側に鎮座。
- 興玉神社（おきたまじんじゃ）
  - 祭神：猿田彦命

西廻廊向かって左側に鎮座。かつては若宮四所宮、武内社に次いで尊重され、大王社（太玉社）とも称された。
- 高良神社（こうらじんじゃ）
  - 祭神：天鈿女命

神亀山中腹に鎮座。高良社、猴等神社とも称する。
- 中央神社（ちゅうおうじんじゃ）
  - 祭神：大山祇神（邇邇杵尊の岳父）

神亀山中腹に鎮座。中王社とも。神亀山の地主神と伝わる。
- 早風神社（はやかぜじんじゃ）
  - 祭神：級長津彦命

神亀山中腹に鎮座。早風社とも。
- 東門守神社（ひがしかどもりじんじゃ）
  - 祭神：豊磐間戸神

神亀山石段入口の向かって右側に鎮座。殿門守護の神で、往古は東善神王と称された。
- 西門守神社（にしかどもりじんじゃ）
  - 祭神：櫛磐間戸命

神亀山石段入口の向かって左側に鎮座。殿門守護の神で、往古は西善神王と称された。
- 保食神社（うけもちじんじゃ）
  - 祭神：保食神

神亀山麓に鎮座。田の神と同一視され、現在でも農耕儀礼の神事が行われる。
- 稲荷神社（いなりじんじゃ）
  - 祭神：倉稲魂命

昭和初期に近隣工場の守護神として創建され、後に工場閉鎖に伴って神社境内へ遷座。

※廃絶した境内末社
- 彼岸社（ひがんしゃ）
  - 祭神：波切不動明王

かつては社僧の読経修行の場であったが、幕末期に廃社となった。
- 荒神社（こうじんじゃ）
  - 祭神：素戔嗚尊

現在の可愛山陵内に鎮座していたが、創建年代・廃社年代ともに不明。

### 境外末社
- 大己貴神社（おおなむぢじんじゃ）
  - 祭神：大己貴神

汰宮（すべりのみや）とも称す。往古は薩摩総社の役割を果たしたと伝わる。
- 九樓神社（くろうじんじゃ）
  - 祭神：甕速日神

隣接する守公神社とともに「九樓守公神社」とも称される。
- 守公神社（しゅこうじんじゃ）
  - 祭神：樋速日神

薩摩国総社と伝わる神社で、隣接する九樓神社とともに「九樓守公神社」とも称される。
- 武内神社（たけうちじんじゃ）
  - 祭神：彦太忍信命

かつての宮内麓（郷士の居住地）に鎮座。
- 大将軍神社（だいしょうぐんじんじゃ）
  - 祭神：武甕槌神

五代町に鎮座。室町後期の創建と伝わり、大将軍宮とも称される。
- 八尾神社（やつのおじんじゃ）
  - 祭神：八岐大蛇・八咫鏡

小倉町に鎮座。八王明神とも称される。鏡山神社（祭神・八咫鏡）を合祀。
- 船間島神社（ふなまじまじんじゃ）
  - 祭神：御伴神（十郎大夫）

船間島に鎮座。海神宮とも称される。祭神の十郎大夫は御伴神の1柱で、この地で病死した神であるといわれる。

※廃絶した境外末社
- 鏡山神社（かがみやまじんじゃ）
  - 祭神：八咫鏡

かつて小倉町に鎮座。伝承では邇邇杵尊が当地の国津神の抵抗にあった際に、八咫鏡を隠した場所と伝わる。後に八尾神社に合祀。

## 主な行事
- 武射祭 （1月7日）
- 早馬祭 （春分の日）
- 御田植祭 （入梅の日［6月10日頃］） - 倉野地区及び宮内地区の住民による「奴踊り」がある。（県無形文化財）
- 御神鏡清祭 （7月28日）
- 御宝物虫干祭 （8月7日）
- 例祭 （9月15日）
- 御通夜祭 （10月最終土曜日）

## 所蔵文化財

### 重要文化財（国指定）
- 花鳥文様鏡 - 永仁二年三月十八日左衛門尉友俊施入の銘あり、国分氏寄進
- 秋草蝶鳥鏡
- 柏樹鷹狩鏡
- 新田神社文書 9巻1枚

新田宮縁起（1巻）、執印氏関係文書（7巻）、権執印家文書（1巻）、秀吉九州平定時の制札（1枚）

### 鹿児島県指定有形文化財
- 社殿（本殿、拝殿、舞殿、勅使殿、両脇摂社） - 本殿は嘉永3年（1850年）建立。仏教建築の形式に類似している[2]。

## 現地情報
交通アクセス
- 最寄駅：肥薩おれんじ鉄道 上川内駅から
  - 徒歩：約17分
  - 車：約4分
- JR九州九州新幹線・鹿児島本線・肥薩おれんじ鉄道 川内駅から
  - 車・路線バス：約5分

## 関連図書
- 安津素彦・梅田義彦編集兼監修者『神道辞典』神社新報社、1968年、44頁
- 白井永二・土岐昌訓編集『神社辞典』東京堂出版、1979年、264-265頁